# Joan Viliamu
Joan Sisiati Tahafa Viliamu (nacida el 22 de marzo de 1966) es una política y exministro del gabinete de Niue.
Viliamu nació en Tuapa y se educó en la Escuela Primaria Matalave y en la Escuela Secundaria Intermedia de Niue. Trabajó como funcionaria política y empresaria antes de ser elegida para la Asamblea de Niue en la lista común de las elecciones de 2011. Después de las elecciones, fue nombrada Ministro de Salud, Sector Comunitario y ministra de la Corporación de Radiodifusión de Niue en el gabinete. Fue reelegida para las Elecciones generales de Niue de 2014,  pero fue degradada a viceministra. Fue reelegida nuevamente para las elecciones de 2017, pero perdió su escaño durante las elecciones de 2020.